# 中铁四局
中铁四局集团有限公司，注册地位于合肥，隶属于中国铁路工程总公司。业务性质为铁路、公路、市政。2017年，公司总资产587.88亿元，净资产94.46亿元，净利润13.61亿元。

## 历史
1950年11月16日成立中国人民志愿军铁道工程总队，1953年11月从朝鲜凯旋归国，与1953年3月组建的老五局、老十一局和1953年4月组建的老八局合并，在宝鸡组建为铁六局。1958年8月以铁六局为基础，成立西宁铁路局。1961年1月铁道部撤销西宁铁路局，在陕西省咸阳市成立铁道部西北铁路工程局。1963年9月为抢修鹰厦铁路西北铁路工程局改为福州局工程指挥部。福州铁路局撤销后改称铁道部南平工指。1965年1月南平工指连同所属大部分单位成建制调入组成华北铁路工程局京广铁路工程指挥部。
1953年3月，铁道部从西北铁路干线工程局调入定西、甘草店2个工程段、13个联合作业队、钉道队等，在集宁市组建铁道部新建铁路工程总局第三工程局（老三局），1958年11月老三局为基础成立呼和浩特铁路局。
1958年9月，由1954年成立的铁道部直属建筑处和老六局机关人员为主体成立铁道部北京地下铁道工程局。
1958年10月，以老通号公司为主体在北京成立铁道部电气化铁道工程局。
1960年12月，以老三局和北京局的两个处为主体成立北京铁路局丰沙工程指挥部。
1961年11月1日，铁道部恢复基建发包承包管理体制，成立了四个工程局：华北、西北、西南（二局）和东北（三局）。北京地铁工程局、电气化工程局和北京局丰沙工指在北京合并成立铁道部华北铁路工程局。1966年8月使用数字命名，华北铁路工程局改名为铁道部第四工程局。局机关从北京市迁驻云南省富源县，投入西南大三线铁路建设。
1970年6月1日，四铁局与铁四院合并，局机关迁驻武汉市。1977年1月，铁四局与铁四院分开。1977年5月，铁四局机关迁入合肥市。2000年6月28日，铁四局改制挂牌中铁四局集团有限公司。

## 参建工程

### 铁路干线
- 兰青线
- 包兰线
- 宝成线
- 成昆线
- 集二线
- 枝柳线
- 盘西线
- 皖赣线
- 商阜线
- 大沙线
- 宣杭线
- 宝中线
- 侯月线
- 合九线
- 京九线

等

### 铁路枢纽
- 济南站
- 徐州站
- 襄阳北站
- 衡阳站
- 芜湖站
- 合肥站
- 株洲站
- 阜阳站

## 架构
- 中铁四局集团第一工程有限公司
- 中铁四局集团第二工程有限公司
- 中铁四局集团第三工程有限公司
- 中铁四局集团第四工程有限公司
- 中铁四局集团第五工程有限公司
- 中铁四局集团第六工程有限公司
- 中铁四局集团第七工程分公司
- 中铁四局集团第八工程分公司
- 合肥中铁钢结构有限公司
- 中铁四局集团给排水工程分公司
- 中铁四局集团物资工贸有限公司
- 中铁四局集团机械设备租赁分公司
- 中铁四局集团海外工程分公司
- 中铁四局集团设计研究院
- 中铁四局集团建筑工程有限公司
- 中铁四局集团实业有限公司
- 中铁四局集团电气化工程有限公司
- 中铁四局集团房地产开发有限公司
- 中铁四局集团黄山疗养院
- 中铁四局集团上海分公司
- 中铁四局集团北京分公司
- 中铁四局集团安装工程有限公司

## 重大事故
- 2008年11月15日15：15左右，中铁四局承建的杭州地铁一号线施工工地突然发生路面大面积塌陷事故，导致萧山湘湖风情大道75米路面坍塌，并下陷15米。正在路面行驶的多辆车陷入深坑，多数地铁工地施工人员被困地下。造成17人死亡，已有4人确认失踪，有19人送医院抢救和治疗。